# Albéris José de Almeida
Albéris José de Almeida ou simplesmente Albéris (Recife, 22 de março de 1963), é um ex-futebolista brasileiro que atuava como lateral esquerdo.

## Carreira
Fez testes no infantil do Santa Cruz por 5 meses e não foi aprovado. Sendo levado para os Aflitos pelo então preparador físico Luciano Sabino aos 16 anos, Albéris sempre jogava como quarto zagueiro no time do subúrbio. Mas foi deslocado para a lateral esquerda para preencher uma lacuna no time de juniores do Náutico. Foi de onde saiu para ganhar projeção na Portuguesa.
| “ | Antes eu já havia feito testes, como quarto zagueiro, no Santa Cruz, relembra. Mas não deu certo e continuei batendo bola nos times de subúrbio. No Náutico, improvisado, ganhei num mesmo ano os títulos dos juvenis e juniores. Não havia por que pensar em voltar para a zaga - relembra. | ” |

No final de 1982, em jogo da Seleção Pernambucana de Juniores no Campeonato Brasileiro, o quarto zagueiro Ricardo Rocha puxou conversa com o lateral Albéris: Se me derem uma chance, vou ser o titular do Santa Cruz no próximo ano. Quando eu entrar no time, não saio mais. Albéris respondeu: Também sinto que 1983, vai ser meu ano no Náutico. Não deu outra, um ano depois já eram considerados os melhores laterais do futebol pernambucano por diversos veículos de imprensa local e regional, Ricardo Rocha e Albéris, ambos com 20 anos, relembram felizes a conversa em João Pessoa e sonham em um dia vestir a camisa da Amarelinha. Com grande motivação e determinação no início da carreira, Albéris diz:
| “ | Nunca passou pela minha cabeça a idéia de que um jogador pode me desmoralizar em campo. No Náutico, tiveram muito cuidado para me lançar no time, com medo de que eu tremesse e ficasse com a carreira prejudicada. Mas eu nunca me intimidei e minha coragem em campo e minha frieza são comentadas pelos próprio companheiros de equipe - disse Albéris. | ” |

Albéris, no primeiro jogo da Copa do Brasil, contra o Grêmio, marcou o Renato Gaúcho. E gostou: "Marcar um ponta famoso é bom por que a gente se preocupa muito com ele, consegue o objetivo e ganha notoriedade". O próprio Renato Gaúcho vê futuro brilhante para o lateral: "O Albéris me impressionou. É um grande marcador e, no meu time, seria titular. Marcador implacável mesmo, eu acho que só tive um, o Diego, do Peñarol".
Fez parte do grande time da Lusa que perdeu o Paulistão de 1985 para o São Paulo. 
Foi o lateral-esquerdo do Guarani na decisão paulista de 1988. "Perdemos a decisão para o Corinthians com um gol do Viola, que estava começando. Doeu demais, afinal nosso time era muito superior" - disse o atleta.
Em toda sua carreira futebolista jogou em: Náutico (1980 a 1984), Portuguesa (1984 a 1987), Guarani (1987 a 1990), Palmeiras (1990 a 1991), Goiás (1991), Sãocarlense (1992), Fortaleza EC (1993). Jogou também no Paulista de Jundiaí (1994).